# Walperswil
Walperswil est une commune suisse du canton de Berne, située dans l'arrondissement administratif du Seeland.

## Population et société

### Surnom
Les habitants de la commune sont surnommés d'Waschli, soit les babilleurs en dialecte alémanique bernois, et d'Laschi, soit les oublieux.

### Démographie

Photo aérienne (1954)